# 神異經
《神異經》一卷，中國古代地理書。舊題漢東方朔撰，實為後人偽託。今本為晉人張華注、明人朱謀㙔校。

## 作者與成書年代
東方朔作《神異經》之說最早見於南朝裴松之為《三國志》作注時引用，北魏酈道元作《水經注》亦引之，均以東方朔為撰人。《隋書》經籍志歸其為史部地理類，謂“東方朔撰，張華注”。但《漢書》東方朔傳在篇末列出其所作篇目，並謂：“凡劉向所錄朔書具是矣，世所傳他書皆非也。”且漢書藝文志中亦無《神異經》，可見《神異經》並非東方朔所作。陳振孫《直齋書錄解題》云：“二書（神異經、十洲記）詭誕不經，皆假託也。”明人胡應麟認為“《神異經》、《十洲記》之屬，大抵六朝贗作者。”《四庫全書》提要云：“此書既劉向《七略》所不載，則其為依托更無疑義。”又曰：“觀其詞華縟麗，格近齊梁，當由六朝文士影撰而成，與《洞冥》、《拾遺》諸記先後並出。”魯迅亦認為，神異經既為仿《山海經》而作，“《山海經》稍顯於漢而盛於晉，則此書當為晉以後人作。”

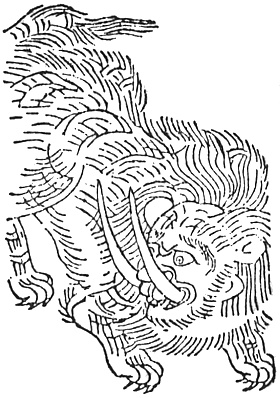
檮杌

但東漢時經學家服虔已引用過《神異經》：“神異經云，檮杌，狀似虎，毫長二尺，人面虎足豬牙，為尾長七八尺，能鬥不退。”清人段玉裁最早指出此問題。因此《神異經》成書年代應不晚於東漢末年。今人李劍國則認為其“出于西汉成、哀前后，是不会有多大问题的。”

## 內容提要
《神異經》一書明顯帶有模仿《山海經》風格的痕跡。書中分條記述了八荒及海中的奇異物產、神怪傳說，文筆古樸，內容新奇，想象誇張。其中詭異駭人之說甚多，如“西荒之中有人焉，長短如人，著敗衣，手虎爪，名獏㺔。伺人獨行，輒食人腦。或舌出盤地丈餘，人先聞聲，燒大石以投其舌，乃氣絕而死。不然食人腦矣。”又有“訛獸”一則，經魯迅等人引用，頗為著名：
西南荒中出訛獸，其狀如菟，人面能言，常欺人。言東而西，言惡而善。其肉美，食之言不真矣。
書中對奇人異獸的褒貶多體現儒家的價值觀念，“亦有風議之遺意”，因此可能為儒生所作。書中也有反映神仙方術的內容。
《神異經》還記載了古代中國人對亚洲北部西伯利亞凍土中猛犸屍體（書中稱之為鼷鼠、磎鼠）的認識：“北方有層冰萬里，厚百丈。有鼷鼠在冰下，肉重萬斤，可以做脯，食之已熱”。又云磎鼠“毛長八尺，可以為蓐，臥之卻寒也”。

## 版本源流
《隋書》經籍志著錄《神異經》一卷。今本一卷。《舊唐書》經籍志地理類、《新唐書》藝文志道家類、《崇文總目》、《中興館閣書目》、《宋史》藝文志、《通志》均錄為二卷。
《神異經》明刻本有《漢魏叢書》本、《廣漢魏叢書》本、《格致叢書》本、《五朝小說》本等；清代有《增訂漢魏叢書》本、《龍威秘書》本、《百子全書》本等。其中廣漢魏叢書本等共五十八條，較為完備。《四庫全書》所收本共四十七條，當為五朝小說本。輯錄其佚文者有陶憲曾《神異經輯校》、王仁俊《經籍佚文》輯本、魯迅《小說備校》等。